# Tom Chapin
Tom Chapin (New York, 13 maart 1945) is een Amerikaanse muzikant, singer-songwriter, entertainer en verteller. Chapin staat bekend om het nummer Happy Birthday, dat in 1989 uitkwam op zijn Moonboat-album. Het ontleent zijn melodie aan het nummer Lippen schweigen in de opera Die lustige Witwe van Franz Lehár.

## Biografie
Chapin is de zoon van Jim Chapin en de broer van wijlen Harry Chapin. Hij studeerde af aan de Brooklyn Technical High School. Hij studeerde aan de State University of New York in Plattsburgh en studeerde af in 1966.
Van 1971 tot 1976 presenteerde Chapin Make a Wish, een televisieserie voor kinderen op zondagochtend op ABC. Hij treedt af en toe op in Harry Chapin-tribute-concerten (vaak met broer Steve Chapin). Hij speelde onder meer in de Broadway-productie Pump Boys and Dinettes. Chapin is vertakt naar het storytelling-festivalcircuit en was in 2007 een Featured New Voices Teller op het National Storytelling Festival in Jonesborough, Tennessee.

## Activisme
In april 2008 verscheen Chapin op de New York State United Teachers Convention, waar hij zijn lied Not on the Test zong voor afgevaardigden ter ondersteuning van het belang van kunst- en muziekeducatie in het tijdperk van No Child Left Behind. Dit nummer debuteerde bij NPRs Morning Edition in januari 2007. Zijn album Broadsides: A Miscellany of Musical Opinion met John Forster is een verzameling sociaal bewuste liedjes, geschreven voor Morning Edition. Forster werd genomineerd voor een Grammy Award voor zijn werk bij het produceren van het album In My Hometown uit 1998 van Chapin.
Chapin blijft WhyHunger (voorheen World Hunger Year) steunen, een non-profitorganisatie die mede werd opgericht door zijn broer Harry Chapin. Hij zit in hun raad van bestuur.

## Privéleven
Hij is getrouwd met Bonnie Chapin-Broecker, ex-vrouw van regisseur Wes Craven en zus van Wallace Smith Broecker. Zijn dochters en stiefdochter zijn ook muzikanten (The Chapin Sisters).

## Onderscheidingen
- 1997: Kate Wolf Memorial Award (World Folk Music Association)[9]
- 2001: Grammy Award: Best Spoken Word Album For Children, Mama Don't Allow[10]
- 2002: Grammy Award: Best Spoken Word Album For Children, There Was an Old Lady Who Swallowed a Fly[10]
- 2004: Grammy Award: Best Spoken Word Album For Children, The Train They Call the City of New Orleans[10]

## Discografie
- 1976: Life Is Like That (Sundance Music)
- 1982: In The City of Mercy (Sundance Music)
- 1986: Let Me Back into Your Life (Flying Fish Records)
- 1988: Family Tree (A&M)
- 1989: Moonboat (Sony)
- 1990: Mother Earth  (A&M)
- 1992: Billy the Squid (Sony)
- 1994: Zag Zig (Sony)
- 1996: Around the World and Back Again (Sony Wonder)
- 1996: This Pretty Planet (Sony)
- 1996: Join The Jubilee (Gadfly)
- 1997: Doing Our Job met John McCutcheon (Rounder Select)
- 1998: In My Hometown (Sony)
- 2001: Common Ground (Gadfly)
- 2001: Great Big Fun for the Very Little One (Music Little People)
- 2003: Making Good Noise (Gadfly)
- 2004: Bring Back the Joy!, compilatie (Organic Arts Ltd)
- 2005: Some Assembly Required  (Razor & Tie)
- 2006: The Turning Of The Tide (CDBY)
- 2008: So Nice To Come Home (Sundance Music)
- 2009: Let The Bad Times Roll (CDBY)
- 2010: Broadsides met John Forster (CDBY)
- 2011: Give Peas a Chance (Sundance Music)
- 2013: The Incredible Flexible You (Sundance Music)
- 2015: 70 (Sundance Music)
- 2017: Threads (Sundance Music)

## Filmografie
- 1971: Blue Water, White Death (1971, MGM)[11]